# Dagarnas skum (film)
Dagarnas skum (originaltitel: L'Écume des jours) är en fransk film i regi av Michel Gondry och med Romain Duris och Audrey Tautou i huvudrollerna. Handlingen följer ett par där kvinnan drabbas av en näckros i sin lunga, vilket innebär att hon måste omges med blommor för att kunna leva. Filmen bygger på romanen Dagarnas skum av Boris Vian.

## Medverkande
- Romain Duris som Colin
- Audrey Tautou som Chloé
- Gad Elmaleh som Chick
- Omar Sy som Nicolas
- Charlotte Le Bon
- Sacha Bourdo
- Natacha Régnier
- Philippe Torreton
- Alain Chabat
- Aïssa Maïga som Alise

## Tillkomst
Manuset skrevs av Luc Bossi och Michel Gondry efter romanen Dagarnas skum från 1947 av Boris Vian. Romanen hade tidigare filmats som en fransk produktion från 1968 med samma titel som boken, och en japansk från 2001 med titeln Chloe. Gondrys film produceras av Brio Films i samarbete med France 2 Cinéma, StudioCanal och belgiska Scope Pictures. Den försåldes till franska Canal+ och Ciné+, samt erhöll 650 000 euro från Europarådets filmfond Eurimages. Inspelningen skedde 10 april till 23 juli 2012, i Belgien och i Parisområdet.

## Utgivning
Filmen hade premiär 24 april 2013 genom StudioCanal. Svensk biopremiär 20 december 2013 via TriArt Film. 